# Liste des milliardaires du monde en 1991
Ceci est la liste des milliardaires du monde pour l'année 1991. Les fortunes sont ici exprimées en milliards de dollars américains et les têtes couronnées ne sont pas incluses (sauf si leur fortune est placée dans le monde privé). 
En 1991, les 25 milliardaires contrôlaient un total de 166,5 milliards de dollars, soit une moyenne de 6,6 milliards.
| Rang | Nom                         | Âge | Fortune (Mrd USD) | Pays                | Lieu de résidence                     | Secteur d'activité      | Fonction                                       |
| ---- | --------------------------- | --- | ----------------- | ------------------- | ------------------------------------- | ----------------------- | ---------------------------------------------- |
| 1    | Sam Walton                  | 73  | 21.1              | États-Unis          | États-Unis, Arkansas, Bentonville     | Commerce                | Fondateur chaîne de supermarchés Wal-Mart      |
| 2    | Albert Reichmann            | 63  | 12.8              | Canada              | Canada, Toronto                       | Divers                  | Olympia & York Developments                    |
| 3    | Forrest Mars                | 87  | 12.5              | États-Unis          | États-Unis, Nevada, Las Vegas         | Commerce d'alimentation | Mars Inc                                       |
| 4    | Samuel Newhouse             | 64  | 12.1              | États-Unis          | États-Unis, New York, New York        | Presse                  | Advance Publications and Newhouse Broadcasting |
| 5    | Taikichiro Mori             | 87  | 10                | Japon               | Japon, Tokyo                          | Immobilier              | Mori Building Co.                              |
| 6    | John Kluge                  | 76  | 7.1               | États-Unis          | États-Unis, Virginie, Charlottesville | Médias                  | Metromedia                                     |
| 7    | Kenneth Thomson             | 68  | 6.7               | Canada              | Canada, Toronto                       | Édition                 | Thomson                                        |
| 8    | Gerald Grosvenor            | 39  | 6.6               | Royaume-Uni         | Royaume-Uni, Chester                  | Immobilier              | Investisseur et homme d'affaires               |
| 9    | Chung Ju-yung               | 75  | 6.5               | Corée du Sud        | Corée du Sud, Séoul                   | Automobile              | Hyundai                                        |
| 10   | Gad Rausing                 | 69  | 6.3               | Royaume-Uni         | Royaume-Uni, Londres                  | Conditionnement         | Tetra Pack                                     |
| 11   | Kenkichi Nakajima           | 70  | 5.6               | Japon               | Japon, Kiryu                          | Jeu (Pachinko)          | Heiwa                                          |
| 12   | Estée Lauder                | 83  | 5.2               | États-Unis          | États-Unis, New York, New York        | Cosmétiques             | Estée Lauder Inc.                              |
| 13   | Anne Cox Chambers           | 71  | 4.8               | États-Unis          | États-Unis, Géorgie, Atlanta          | Médias                  | Cox Enterprises                                |
| 14   | Charles Koch                | 55  | 4.7               | États-Unis          | États-Unis, New York, New York        | Industrie               | Koch Industries                                |
| 15   | Warren Buffett              | 61  | 4.4               | États-Unis          | États-Unis, Nebraska, Omaha           | Finance                 | Investisseur et homme d'affaires               |
| 16   | Jay Pritzker                | 69  | 4.2               | États-Unis          | États-Unis, Illinois, Chicago         | Divers                  | Hyatt Corp.                                    |
| 17   | Tsai Wan-Lin                | 66  | 4.2               | Taïwan              | Taïwan, Taipei                        | Assurances              | Cathay Life Insurance                          |
| 18   | Edgar Bronfman              | 62  | 4.1               | États-Unis          | États-Unis, New York, New York        | Divers                  | Seagram                                        |
| 19   | Perry Bass                  | 77  | 4                 | États-Unis          | États-Unis, Texas, Fort Worth         | Divers                  | Investisseur et homme d'affaires               |
| 20   | Erivan Karl Haub            | 59  | 4                 | Allemagne           | Allemagne, Mülheim                    | Grande Distribution     | Tengelmann                                     |
| 21   | Zayed Bin Sultan Al Nahayan | 76  | 4                 | Émirats arabes unis | Émirats arabes unis, Abou Dabi        | Pétrole                 | Investisseur et homme d'affaires               |
| 22   | Johanna Quandt              | 64  | 4                 | Allemagne           | Allemagne, Hambourg                   | Automobile              | BMW                                            |
| 23   | Otto Beisheim               | 69  | 3.9               | Suisse              | Suisse, Baar                          | Divers                  | Groupe Metro                                   |
| 24   | Bill Gates                  | 35  | 3.9               | États-Unis          | États-Unis, Washington (Medina)       | Informatique            | Cofondateur de Microsoft                       |
| 25   | Gianni Agnelli              | 70  | 3.8               | Italie              | Italie, Turin                         | Automobile              | Fiat                                           |